# Дечиндя
Дечиндя (рум. Decindea) — село у повіті Димбовіца в Румунії. Входить до складу комуни Чокенешть.
Село розташоване на відстані 25 км на північний захід від Бухареста, 48 км на південний схід від Тирговіште, 118 км на південь від Брашова.

## Населення
За даними перепису населення 2002 року у селі проживали 540 осіб, усі — румуни. Усі жителі села рідною мовою назвали румунську.